# Auckland International 2013
Die Auckland International 2013 im Badminton fanden vom 20. bis zum 23. Juni 2013 in Epsom statt.

## Die Sieger und Platzierten
| Disziplin    | Gold                        | Silber                        | Bronze                                            |
| ------------ | --------------------------- | ----------------------------- | ------------------------------------------------- |
| Herreneinzel | Joe Wu                      | Yogendran Krishnan            | Asher Richardson                                  |
| Herreneinzel | Joe Wu                      | Yogendran Krishnan            | Chance Cheng                                      |
| Dameneinzel  | Tracey Hallam               | Fontaine Chapman              | Anna Rankin                                       |
| Dameneinzel  | Tracey Hallam               | Fontaine Chapman              | Lê Thu Huyền                                      |
| Herrendoppel | Robin Middleton Ross Smith  | Raymond Tam Glenn Warfe       | Daniel Yin-Hai Lee Dylan Soedjasa                 |
| Herrendoppel | Robin Middleton Ross Smith  | Raymond Tam Glenn Warfe       | Vountus Indra Mawan Muhammad Adib Haiqal Nurizwan |
| Damendoppel  | Tracey Hallam Renuga Veeran | Lê Thu Huyền Phạm Như Thảo    | Joy Lai Vinning Mak                               |
| Damendoppel  | Tracey Hallam Renuga Veeran | Lê Thu Huyền Phạm Như Thảo    | Jacqueline Guan Gronya Somerville                 |
| Mixed        | Ross Smith Renuga Veeran    | Raymond Tam Gronya Somerville | Oliver Leydon-Davis Susannah Leydon-Davis         |
| Mixed        | Ross Smith Renuga Veeran    | Raymond Tam Gronya Somerville | Kevin Dennerly-Minturn Kritteka Gregory           |